# Dreadful Shadows
'Dreadful Shadows – niemiecki zespół muzyczny powstały w Berlinie w 1993 roku z inicjatywy Svena Friedricha, Reiko Jeschke, Franca Hofera, Jensa Riedigera i Rona Thiele.

## Historia
Dreadful Shadows wykonywali z początku gothic rock, gothic metal z czasem dodając do swej twórczości elementy industrialu. W 1993 wydali pierwsze demo zatytułowane Dreadful Shadows. Wydali łącznie jak dotąd cztery studyjne albumy. W 2000 zespół przestał istnieć. Reaktywował w 2007, jednak gra tylko koncerty i nie wydaje nowych nagrań. Występowali między innymi na festiwalu Wave Gotik Treffen. W 2009 roku wystąpili na festiwalu Castle Party w Bolkowie.

## Dyskografia
- Dreadful Shadows (demo) – 1993
- Estrangement – 1994
- Buried Again – (1997)
- Beyond The Maze – (1998)
- The Cycle – (1999)
- Estrangement + Homeless – (2000) (kombinacja poprzednich albumów)